# Атлантико Норте
Атлантико Норте (шп. Región Autónoma del Atlántico Norte, RAAN), један је од два аутономна региона (регија) у Никарагви.

## Географија
Атлантико Норте је појединачно највећи регион у Никарагви и налази се у сјевероисточном дијелу ове државе, дуж обале Карипског мора. У аутономни регион су укључене територије некадашњег Мискитоса, као и припадајућа острва у Карипском мору. .
Подручје региона износи 33.105,98 кm². Популација региона износи око 454.000 људи (попис из 2012. године). Насељеност је 13,70 људи/кm². Административни центар је град Пуерто Кабезас.
Регион се на западу граничи са департманом Хинотега, на југу са Матагалпа и Атлантико Суром, те на сјеверу са Хондурасом.

## Историја
Овај регион је формирана са новим Уставом Никарагве из 1987. године на мјесту бившег департмана Селаја.

## Општине региона
Административно, Атлантико Норте се састоји од 8 општина:
1. Бонанса
2. Васлала
3. Васпам
4. Мулукуку
5. Принсаполка
6. Пуерто Кабезас
7. Росита
8. Сиуна